# Spelaeoniscus vandeli
Spelaeoniscus vandeli là một loài chân đều trong họ Spelaeoniscidae. Loài này được Caruso miêu tả khoa học năm 1977.